# Matthiola arabica
Matthiola arabica är en korsblommig växtart som beskrevs av Pierre Edmond Boissier. Matthiola arabica ingår i släktet lövkojor, och familjen korsblommiga växter. Inga underarter finns listade i Catalogue of Life.